# 17173 Evgenyamosov
17173 Evgenyamosov è un asteroide della fascia principale. Scoperto nel 1999, presenta un'orbita caratterizzata da un semiasse maggiore pari a 2,3945269 UA e da un'eccentricità di 0,1535850, inclinata di 0,83781° rispetto all'eclittica.